# Holcombe, Somerset
Holcombe är en ort och civil parish i Storbritannien.   Den ligger i grevskapet Somerset och riksdelen England, i den södra delen av landet, 170 km väster om huvudstaden London. Holcombe ligger 194 meter över havet och antalet invånare är 947.
Terrängen runt Holcombe är platt.Runt Holcombe är det ganska tätbefolkat, med 149 invånare per kvadratkilometer. Trakten runt Holcombe består i huvudsak av gräsmarker.